# 鼠皮树属
鼠皮树属（学名：Rhamnoneuron）是瑞香科下的一个属，为小乔木植物。该属共有2种，一种产自越南，一种产自中国云南。